# Gal·loni (governador)
Gal·loni (en llatí Gallonius) va ser un cavaller romà que va viure al segle i aC.
Durant la Segona guerra civil entre Juli Cèsar i Pompeu a Hispània, Marc Varró va nomenar Gal·loni governador de la ciutat de Gades.